# 池田恒行
池田 恒行（いけだ つねゆき）は、江戸時代前期の大名。播磨国山崎藩の第3代藩主。夭折のために官位はなし。恒元系池田家3代。

## 略歴
備前国岡山藩主・池田綱政の五男として誕生した。幼名は二郎、次郎丸、数馬。
先代藩主の池田政周が延宝5年（1677年）に嗣子なくして早世したため、その跡を継いだが、翌年12月27日に江戸にて公年7歳（実際は4歳）で死去した。嗣子がいるはずもなく、こうして播磨山崎における池田家は断絶した。墓所は東京都港区高輪の東禅寺。